# Старина мест
Старина́ мест, или динше́нхас, также диндсенхас, диннхенхас (др.‑ирл. Din(d)senchas) — памятник средневековой ирландской литературы. Представляет собой сборник преданий, описывающих происхождение названий разных мест Ирландии. Составление корпуса «Старины мест» обычно относят к XI—XII вв.
Поскольку бо́льшая часть этих легенд связаны с историями персонажей героического эпоса и мифологии, «Старина мест» является также важным источником для изучении ирландской мифологии.

## Характерные особенности
«Старина мест» известна сегодня из письменных источников, но при этом, скорее всего, сохраняет в себе многие черты устной традиции. Стихотворная форма служила мнемоническим средством для запоминания. Знание реальной или вымышленной истории мест составляло важную часть обучения древнеирландской элиты — как светской знати, так и образованных классов — филидов и бардов. «Старина мест» не является точным изложением истории возникновения названий мест. Напротив, многие из объяснений подогнаны под названия, особенно в тех многочисленных случаях, когда название восходит к периоду более раннему, чем среднеирландский язык, на котором написана как поэтическая, так и прозаическая часть «Старины мест».
По легенде, изложенной в начале Реннской (С) редакции «Старины мест», этот текст был составлен в царствование Диармайда, сына Кербелла (середина VI в.) поэтом Амаргеном, сыном Амалгада, который происходил из обитавших вокруг Тары племён десси. Он постился в течение трёх дней и ночей, после чего его ему явился Финтан — древнейший житель Ирландии, прибывший туда ещё до всемирного потопа. Финтан поведал Амаргену «старину мест» (senchasa dind) Ирландии — от Кесайр до короля Диармайда. Фактически языковые особенности как стихотворной, так и прозаической версии указывают на XI—XII в. как на время составления. Отдельные поэмы в составе диннхенхас приписываются известным средневековым ирландским поэтам: Маэлу Муре (ум. 887), королю Кормаку, сыну Куленнана (ум. 908), Фланну Манистреху (ум. 1056).
Тексты, посвящённые объяснению того, как появилось то или иное название, встречаются не только в такой специальной литературе, как диннхенхас, но и в сагах. Так, в саге «Пир Брикрена» объясняется появление названия Колл Буана («Орешник Буан») — по имени девушки, погибшей из-за любви к Кухулину, в «Похищении быка из Куальнге» рассказывается о происхождении различных географических названий от частей тела разорванного на куски быка Финдбеннаха (например, Атлон — др.‑ирл. Áth Lúain «Брод задней части [быка]»).

## Редакции текста

### Редакция А
Редакция А — стихотворная (или метрическая) версия — состоит из 107 стихотворений. Эта редакция содержится в манускрипте XII в. «Лейнстерская книга» и частично в других рукописных источниках. В тексте имеются признаки того, что он собран из большого числа периферийных источников и более ранних стихотворений по меньшей мере XI века. Эта версия была издана Эдвардом Гвинном. Гвинн считал редакцию А наиболее древней: по его мнению, прозаические диннхенхас, прежде всего редакция С, являются сокращенным пересказом поэтического текста.

### Редакция B
Редакция B, прозаическая, состоит из приблизительно ста отдельных диннхенхас. Она сохранилась в трёх рукописях: Лейнстерской книге (XII в.), Rawlinson B 506 (Бодлейанская библиотека, Оксфорд) и Gaelic MS XVI в Национальной библиотеке Шотландии (Эдинбург). Диннхенхас из Бодлейанской и Эдинбургской рукописи были изданы отдельно Уитли Стоуксом.

### Редакция C
Редакция C наиболее обширна: в неё входит 176 прозаических и поэтических отрывкой. Она сохранилась в ряде рукописей XIV—XVI вв.: это «Реннский манускрипт», «Баллимотская книга», «Великая книга Лекана» и «Жёлтая книга Лекана». Материал из Реннского манускрипта издан Уитли Стоуксом; отрывки из Реннских диннхенхас переводились на русский язык С.В. Шкунаевым. По мнению ирландского филолога Т. О Конхьянанна, редакция С является древнейшей; версия B является сокращённым пересказом C, а редакция А — сборник поэм, содержавшихся в одном из ранних вариантов редакции С.

### Издания диннхенхас
- The Bodleian Dinnshenchas / Ed. and trans. by Wh. Stokes. Folk-Lore. Vol. 3 (1892). P. 467—516 [Rawl. B 506]
- The Edinburgh Dinnshenchas / Ed. and trans. by Wh. Stokes. Folk-Lore. Vol. 4 (1893). P. 471-97 [Kilbride MS 16]
- The prose tales in the Rennes Dindsenchas / Ed. and trans. by Wh. Stokes // Revue Celtique. Vol. 15 (1894) 272—336, 418-84; Vol. 16 (1895) 31-83, 135-67, 269—312

### Исследования
- Bowen C. A historical inventory of the Dindshenchas // Studia Celtica. Vol. 10. 1975-76. P. 113—137.
- Ó Concheanainn T. The three forms of Dinnshenchas Érenn // The Journal of Celtic Studies. Vol. III. № 1. 1981. P. 88-131.
- Ó Cuív B. Dinnshenchas: the literary exploitation of Irish place-names // Ainm. Vol. 4. 1989-90. P. 90-106.
- Бондаренко Г. В. Мифология пространства средневековой Ирландии. М., 2003 ISBN 5-94457-127-6

### Онлайн-публикации
- The Metrical Dindshenchas, edited and translated by Edward J. Gwynn, at CELT
  - Volume 1: (ирландский текст) и (английский перевод)
  - Volume 2: (ирландский текст) и (английский перевод)
  - Volume 3: (ирландский текст) и (английский перевод)
  - Volume 4: (ирландский текст) и (английский перевод)
- The Prose Tales from the Rennes Dindshenchas, издание и перевод Уитли Стоукса, см. Thesaurus Linguae Hibernicae
  - Part 1: (ирландский текст) и (перевод)
  - Part 2: (ирландский текст) и (перевод)
  - Part 3: (ирландский текст) и (перевод)
  - Part 4: (ирландский текст)
- The Bodleian Dinnshenchas: (ирландский текст) и (перевод) Уитли Стоукса, см. Thesaurus Linguae Hibernicae
- The Edinburgh Dinnshenchas: (ирландский текст) и (перевод) Уитли Стоукса, at Thesaurus Linguae Hibernicae
- Отдельные поэмы

### О диннхенхас
- Jones Celtic Encyclopedia: The dindsenchas